# Lijst van Zweedse voetballers
Zweeds voetballers in Zweden zijn onder andere:

## A
- Marcus Allbäck
- Kennet Andersson
- Niclas Alexandersson

## B
- Kennedy Bakırcıoğlu
- Marcus Berg
- Tomas Brolin

## D
- Martin Dahlin
- Inge Danielsson

## E
- Dan Ekner
- Rasmus Elm
- Johan Elmander

## F
- Mathias Florén

## G
- Gre-No-Li
- Andreas Granqvist
- John Guidetti

## H
- Petter Hansson
- Philip Haglund

## I
- Zlatan Ibrahimović
- Andreas Isaksson

## J
- Kalle Johnsson

## K
- Ove Kindvall
- Tore Keller

## L
- Henrik Larsson
- Sam Larsson
- Nils Liedholm
- Rasmus Lindgren
- Fredrik Ljungberg

## M
- Daniel Majstorović

## N
- Lasse Nilsson
- Torbjörn Nilsson
- Björn Nordqvist

## O
- Alexander Östlund
- Martin Olsson
- Jonas Olsson

## R
- Thomas Ravelli
- Markus Rosenberg

## T
- Ola Toivonen

## W
- Christian Wilhelmsson

## Z
- Pär Zetterberg